# Rafah (camp)
Le camp de Rafah (arabe : مخيم رفح ou معسكر رفح) est un des huit camps de réfugiés palestiniens dans la bande de Gaza. 

## Généralités
Le camp est situé au sud de la bande de Gaza, le long de la frontière égyptienne, au nord de la ville de Rafah. Il est établi en 1949, et fait partie de la ville de Rafah :  peu après la création du camp de Rafah, des milliers de réfugiés ont quitté le camp pour s'installer dans un projet immobilier voisin à Tel al-Sultan, rendant le camp presque indiscernable de la ville adjacente. Sa population, en 2023 est de 138 969 réfugiés. Elle a diminué à la suite de la migration d'une partie de la population vers le camp de réfugiés de Tel al-Sultan, une extension du camp de Rafah, construit pour absorber les réfugiés de Canada Camp.

## Économie des tunnels
Les tunnels de contrebande reliant les deux côtés de la frontière entre Gaza et l'Égypte sont anciens. Ils atteignent 1 500 et permettent d'atténuer l'impact du blocus de la bande de Gaza. « En raison de son emplacement stratégique, à proximité de la frontière égyptienne, certains réfugiés palestiniens du camp de Rafah ont bénéficié de l'« économie des tunnels », en particulier après les conflits de 2008/2009 et de 2012, lorsque les importations de matériaux de construction via les tunnels ont été essentielles pour se remettre des destructions causées par les opérations militaires. En 2009, l'Égypte a commencé à construire une barrière souterraine pour bloquer les tunnels existants et, en 2013-2014, l'armée égyptienne a détruit presque tous les tunnels de contrebande. »